# Peter Homphaeus III
Peter Homphaeus III (der Jüngere) (* 1524 in Cochem; † 16. Januar 1601 in Pfalzel) war ein deutscher Priester und Dekan des Pfalzeler Stifts.

## Leben und Karriere
Peter Homphaeus III war der Neffe von Peter Homphaeus II (dem Älteren, 1470–1537) und Peter Homphaeus I (um 1480–1556) sowie vermutlich der ältere Bruder von Christoph Humphaeus (um 1525–1580). Ab 1536 konnte er aufgrund finanzieller Unterstützung seines Onkels eine Schule in Emmerich besuchen. Im Jahre 1543 machte er seinen Abschluss und ging zunächst nach Löwen und im Jahr darauf am 6. Juni 1544 nach Köln, um dort 1546 sein Magisterexamen abzulegen. 1547 kehrte er schließlich wieder zurück nach Emmerich, wo man ihn zum Kanoniker des Martinstifts berief. Als jedoch sein Onkel verstorben war, zog es ihn zurück an die alte Heimstätte, um sich dort seine Präbende sichern zu können. Wirkte er zunächst wieder als Kanoniker am Pfalzeler Stift, ging es im Anschluss daran nach Cochem, wo er sich als Pfarrer u. a. mit der Abwehr der Reformationsversuche des Philip I von Winneburg-Beilstein beschäftigte. Am 7. März 1566 wählt und ernennt ihn das Pfalzeler Stift zu seinem Dekan. 6 Jahre später am 13. Februar 1566 erhielt er eine Berufung als Professor von der Trierer Universität, wo man ihm ab 1573 bis 1579 den Titel eines Rektors magnificus verlieh. Bekannt ist auch, dass er sich der Förderung junger Menschen widmete. Einige Beispiele hierfür sind der in Wittlich um 1545 geborene Humanist Mathias Agricius in seiner Zeit im Kloster Himmerod, dem späteren Trierer Weihbischof Peter Binsfeld sowie seinem vermutlich jüngeren Bruder Christoph (Homphen) der später selbst Professor an der Juristenfakultät in Trier wurde. Nach seinem Tod im Jahr 1601 wurde der hochangesehene Peter Homphaeus in der Stiftskirche in Pfalzel beigesetzt. Einem Hospital in Trier und den Armen in Cochem vermachte er 2000 Taler und stiftete weiterhin noch 6 Stipendien für Trierer und Emmericher Gymnasiasten, Anverwandte und für Cochemer.